# Портрет Льва Михайловича Яшвиля
«Портрет Льва Михайловича Яшвиля» — картина Джорджа Доу и его мастерской из Военной галереи Зимнего дворца.
Картина представляет собой погрудный портрет генерал-лейтенанта князя Льва Михайловича Яшвиля из состава Военной галереи Зимнего дворца.
К началу Отечественной войны 1812 года генерал-майор князь Яшвиль был начальником артиллерии 1-го отдельного пехотного корпуса, за отличие в бою под Клястицами произведён в генерал-лейтенанты, далее он отличился в Первом и Втором сражениях под Полоцком, при Смолянах и на Березине. С весны 1813 года был начальником артиллерии всей действующей против французов армии и во время Заграничных походов 1813 и 1814 годов был во множестве сражений, особо отличился в сражениях при Лютцене и Бауцене, а также при взятии Парижа. В кампании Ста дней вновь совершил поход во Францию .
Изображён в генеральском вицмундире, введённом для артиллерийских генералов в 1820 году. На шее крест ордена Св. Георгия 3-го класса; по борту мундира крест прусского ордена Красного орла 2-й степени; справа на груди серебряная медаль «В память Отечественной войны 1812 года» на Андреевской ленте и звёзды орденов Св. Александра Невского и Св. Владимира 1-й степени. В правом нижнем углу на фоне подпись художника: painted from nature Geo Dawe RA. Подпись на раме: Князь Л. М. Яшвиль, Генералъ Лейтенантъ.
В списках Комитета Главного штаба по аттестации генералов для Военной галереи фамилия Яшвиля не значится, однако 17 октября 1822 года император Александр I приказал написать его портрет. Готовый портрет был принят в Эрмитаж 7 сентября 1825 года.